# Полдарса (присілок)
По́лдарса (рос. Полдарса) — присілок у складі Великоустюзького району Вологодської області, Росія. Входить до складу Опоцького сільського поселення.

## Населення
Населення — 59 осіб (2010; 76 у 2002).
Національний склад (станом на 2002 рік):
- росіяни — 100 %